# Metheny/Mehldau
Albums par Pat Metheny
The Way Up (en)
(2005) Metheny/Mehldau Quartet (en)
(2007)
Albums par Brad Mehldau
Day Is Done
(2005) Metheny/Mehldau Quartet (en)
(2007)
Metheny/Mehldau est un album américain de jazz sorti en 2006 chez Nonesuch Records. La plus grande partie de l'album consiste en un duo entre le guitariste Pat Metheny et le pianiste Brad Mehldau. Sur deux titres, ils sont accompagnés par le batteur Jeff Ballard et le bassiste Larry Grenadier.

## Historique
Brad Mehldau découvre la musique de Pat Metheny à treize ans, quand un ami lui fait écouter Are You Going With Me?, de l'album du Pat Metheny Group Travels (en) (1983). Des années plus tard, Metheny découvre le pianiste sur Chill, sur l'album Moodswing de Joshua Redman (1994).
N'ayant jamais joué ensemble auparavant, les deux musiciens ont passé une semaine en studio à New York, parfois avec l'ajout la session rythmique de Mehldau. Un deuxième album, Metheny/Mehldau Quartet (en), publié en 2007, contient d'autres morceaux en quartet des mêmes sessions.
La formule piano/guitare est assez rare, les deux musiciens se réfèrent au duo historique entre Bill Evans et Jim Hall (Undercurrent, 1963). On peut également penser aux duos Chick Corea/Gary Burton.

## À propos de la musique
Brad Mehldau a écrit trois morceaux, Pat Metheny a écrit le reste. Unrequited, de Mehldau, est un morceau que l'on entend sur Songs: The Art of the Trio, Vol. 3 (1998). Say the Brother's Name, de Metheny, provient de I Can See Your House from Here (en) (1994). Ahmid-6 a été enregistré par Bob Berg sur son album Riddles (1994).
Le morceau Ring of Life, en quartet, est considéré comme un des meilleurs de l'album,.

## Pistes
| No  | Titre                                   | Musique      | Durée |
| --- | --------------------------------------- | ------------ | ----- |
| 1.  | Unrequited                              | Brad Mehldau | 5:00  |
| 2.  | Ahmid-6                                 | Bob Berg     | 6:35  |
| 3.  | Summer Day                              | Pat Metheny  | 6:25  |
| 4.  | Ring of Life                            | Pat Metheny  | 7:35  |
| 5.  | Legend                                  | Brad Mehldau | 7:02  |
| 6.  | Find Me in Your Dreams (dédié à Latifa) | Pat Metheny  | 6:07  |
| 7.  | Say the Brother's Name                  | Pat Metheny  | 7:14  |
| 8.  | Bachelors III                           | Pat Metheny  | 7:24  |
| 9.  | Annie's Bittersweet Cake                | Brad Mehldau | 5:32  |
| 10. | Make Peace                              | Pat Metheny  | 7:06  |

## Musiciens
- Pat Metheny : guitare, guitare acoustique (piste 3), guitare synthétiseur (piste 4), guitare acoustique baryton (piste 10)[8]
- Brad Mehldau : piano
- Larry Grenadier : contrebasse (pistes 4 et 7)
- Jeff Ballard : batterie (pistes 4 et 7)